# Helmut Stellrecht

Helmut Stellrecht

Helmut Stellrecht (* 21. Dezember 1898 in Wangen im Allgäu; † 23. Juni 1987 in Boll) war ein deutscher nationalsozialistischer Politiker und Propagandist. Als populärwissenschaftlicher und Roman-Autor benutzte er das Pseudonym Hermann Noelle. Der tatsächliche Name erscheint auch in der Schreibweise Hellmuth Stellrecht.

## Leben
Stellrecht legte 1916 nach dem Besuch des Realgymnasiums in Stuttgart das Abitur ab. An der Technischen Hochschule in Stuttgart studierte er Maschinenbau, nach dem Diplom 1922 promovierte er 1927. Seine Dissertation mit dem Titel „Die Belastbarkeit der Wälzlager“ erschien 1928 im Druck. Von 1922 bis 1923 arbeitete er bei der Demag in Duisburg, dann bis 1931 bei Fichtel & Sachs in Schweinfurt. Während seines Studiums wurde er 1919 Mitglied der Burschenschaft Alemannia Stuttgart.
Ab 1917 war Stellrecht Teilnehmer des Ersten Weltkriegs. Nach Kriegsende beteiligte er sich siebenmal an diversen Freikorps, unter anderem zur Niederschlagung des Ruhraufstands. Seit 1921 engagierte er sich in der völkischen Bewegung und wurde zum Mitbegründer des Hochschulrings deutscher Art in Stuttgart. Ab 1923 gehörte er dem bayerischen Wehrverband Reichsflagge an. 1931 trat er der NSDAP (Mitgliedsnummer 469.220) bei. Er begründete die SA-Reserve Schweinfurt. Im Herbst 1931 wurde er Fachbearbeiter für den Arbeitsdienst im Braunen Haus in München.
Vom 10. Juni 1933, in Nachfolge für den am 24. Mai aus dem Reichstag geschiedenen Hermann Esser, bis 1945 war er Mitglied des Reichstages (MdR). Im Oktober 1933 nannte er als Berufsbezeichnung: Ministerialrat und Organisationsleiter bei der Reichsleitung des Arbeitsdienstes im Reichsarbeitsministerium in Berlin. 1934 wurde er Obergebietsführer im Stab der Reichsjugendführung, damit wesentlich für die „politische Schulung“ der Hitlerjugend verantwortlich. Stellrecht wurde leitender Mitarbeiter beim Amt Rosenberg. 1939 wurde er Brigadeführer der SS (SS-Nummer 347.101). 
Nach dem Tod von Gotthard Urban, Stabsleiter im Amt Rosenberg, kündigte Werner Koeppen am 18. September 1941 gegenüber Martin Bormann im Führerhauptquartier an, dass Stellrecht als Nachfolger von Urban vorgesehen sei. Bormann, „anscheinend erfreut“ darüber, teilte Koeppen mit, dass er „Stellrecht bei seinem nächsten Aufenthalt in Berlin in etwa 10 Tagen sprechen wolle“. Dabei sollte Stellrechts „Umstufung vom Obergebietsführer zum entsprechenden politischen Dienstgrad vorgenommen werden“.
1945 war Stellrecht Mitarbeiter der Regierung Dönitz. In den 1950er Jahren war er maßgeblich an Versuchen beteiligt, die eine Sammlung der nationalen rechten Gruppierungen anstrebten. So war er 1952 Mitbegründer der Arbeitsgemeinschaft nationaler Gruppen. 1960 ließ er sich als Textilkaufmann in Boll nieder. 1970 wurde er mit dem Dichtersteinschild des 1999 wegen nationalsozialistischer Wiederbetätigung verbotenen Vereins Dichterstein Offenhausen ausgezeichnet.

## Schriften allgemein
Unter seinem Geburtsnamen veröffentlichte Stellrecht während der Zeit des Nationalsozialismus mehrere Schriften, vor allem zur Erziehung im nationalsozialistischen Geist. Dazu zählen unter anderem Die Wehrerziehung der deutschen Jugend (1936), Glauben und Handeln (1938) und Neue Erziehung (1942).
In der Sowjetischen Besatzungszone wurden sämtliche von 1931 bis 1944 veröffentlichten Schriften Stellrechts auf die Liste der auszusondernden Literatur gesetzt.
Nach dem Zweiten Weltkrieg veröffentlichte er unter seinem Pseudonym „Hermann Noelle“ populärwissenschaftliche Schriften, unter anderem über Langobarden und Kelten. Damit in Zusammenhang steht auch der Roman Geh von deinem Acker, Kelte (1963). Stellrecht/Noelle kam hier auf Themen zurück, zu denen während seiner leitenden Tätigkeit im Amt Rosenberg Material gesammelt worden war. So pries der Emil Vollmer Verlag, Wiesbaden, auf dem Klappentext der Lizenzausgabe des zuerst 1974 erschienenen Werkes Die Kelten, die Kompetenz Noelles damit an, er habe „sich mit dem Keltenthema jahrelang befaßt“. Die Hintergründe seiner Befassung mit dem Thema teilte man den Lesern nicht mit. In Verlagen, die dem rechten politischen Spektrum zugerechnet werden, wie zum Beispiel dem Grabert-Verlag, publizierte Stellrecht auch nach dem Zweiten Weltkrieg unter seinem realen Namen. Unter anderem veröffentlichte er 1974 im Grabert-Verlag das Buch Adolf Hitler, Heil und Unheil. Die verlorene Revolution.

## Veröffentlichungen
- Hermann Noelle:  Der Blumennarr oder der heimliche Garten. Biografischer Roman. Hohenstaufen Verlag, Eßlingen 1964.
- Hermann Noelle: Geh von Deinem Acker, Kelte. Historischer Roman, Hohenstaufen Verlag, Bodman 1972, ISBN 3-8056-0603-6.
- Hermann Noelle: Der Wall der tausend Türme. Historischer Roman, Hohenstaufen Verlag, Bodman 1973, ISBN 3-8056-0609-5.
- Hermann Noelle: Die Kelten und ihre Stadt Manching. 2. Auflage, Ilmgau Verlag, Pfaffenhofen/Ilm  1974, ISBN 3-7787-2012-0.